# Gopoupleu
Gopoupleu est une localité de l'ouest de la Côte d'Ivoire, et appartenant au département de Danané, Région des Dix-Huit Montagnes. La localité de Gopoupleu est un chef-lieu de commune.